# Reménytelen (Így jártam anyátokkal)
A Reménytelen az Így jártam anyátokkal című televízió-sorozat hatodik évadának huszonegyedik epizódja. Eredetileg 2011. április 18-án vetítették, míg Magyarországon 2011. október 10-én.
Ebben az epizódban Barney megpróbálja rendezni az életét az apjával, ezért megkéri a barátait, hogy játsszanak szerepeket a kedvéért, hogy minél jobb színben tűnjön fel. Robin belebotlik egy srácba, aki nagyon tetszett neki. 

## Cselekmény
1983-ban Jerome Whittaker, akit Barney akkor még úgy ismert, hogy Jerry bácsi, elbúcsúzott a kicsi Barneytól, azt mondta neki, azért, mert az anyja szerint az életmódja rossz hatással van rá, és ezért nem találkozhatnak többet. Még mielőtt elmenne, odaajándékozza neki a kitűzőt, amit egy rockkoncerten közösen szereztek, majd egy bűvésztrükkel "elrejti" azt Barney fejében, azt állítván, hogy így majd soha nem felejti el őt. Jerry utolsó szavai a fiához azok voltak: a buli sosem ér véget.
Ezután Barney és Jerome, az apja, nem találkoztak, egészen 2011-ig, de ekkor Barney volt az, aki lelépett. Mégis, néhány héttel az újratalálkozás után Barney a többieknek panaszkodik a bárban, hogy az apja milyen unalmas külvárosi vezetésoktató lett. gyerekkorából úgy emlékezett rá, hogy ő volt Őrült Jerry, aki minden buliban benne van. Ezért elhatározza, hogy visszahozza az apjának ezt az őrült oldalát, mégpedig egy fergeteges szombat estén. A többieket is meghívja, és mindegyiküknek kitalál egy új személyiséget, csak hogy az apja előtt ő maga jobb színben tűnjön fel. Robin egy profi whiskykóstoló, aki Teddel randizik, Marshall és Lily nyílt házasságban élnek, Marshall pedig sikeres író. A "Reménytelen" nevű klubba mennek, ahol Robin azonnal kiszúrja a srácot, aki évekkel korábban egy ruhavásárlás közben megtetszett neki. Elkezdenek flörtölni, de ekkor megérkezik Ted, aki nem esik ki a szerepéből, és azt mondja, hogy ő jár Robinnal, így a srác elmegy. Jövőbeli Ted azért megjegyzi, hogy köztük még lesz valami.
Barney és Jerry estéje nem alakul túl jól. Jerry azt mondja, hogy nem akar inni, mert másnap horgászni megy J.J.-vel. Barney emlékezteti az apját, hogy az utolsó hozzá intézett szavai azok voltak, hogy a buli sosem ér véget. Jerry láthatóan nem is emlékszik erre, a dühös és csalódott Barney pedig hazaküldi az apját, mert ő Őrült Jerryt akarja látni, nem egy unalmas apát. Jerry, aki szeretne Barneyval több időt tölteni, úgy dönt: ha Barney ezt akarja látni, megkapja, majd gyorsan meg is iszik négy felest. Miközben a részeg Jerry táncolni indul, Marshall és Lily azon vitáznak, hogy ha nyitott házasságban élnének, melyikük lenne a sikeresebb. Fogadást kötnek: amelyikük előbb szerzi meg az este öt ember telefonszámát, az a győztes. Közben Robin könyörög Tedtől, hogy "szakítsanak", mert nagyon érdekli őt az a srác. Ted megkérdezi, hogy hol és mikor ismerte őt meg, és akkor hasít belé a felismerés, hogy akkor együtt voltak Robinnal, sőt aznap este szex közben is a srácra gondolt. Bosszúból Ted nemhogy nem szakít vele, de ott helyben eljátssza, hogy megkéri a kezét.
Eközben Jerry és Barney otthagyják a klubot, hogy a világ legmenőbb bulihelyére menjenek: New York utcáira. Közben botrányosan viselkednek: verekednek, parkolóórákat zúznak le, és rendőrautókba hánynak. Mindkettejüket letartóztatják, és Jerry ekkor vallja be a fiának, hogy ő egyáltalán nem részeg. Tudta, hogy Barney nem fogadta volna el a nemet válaszként, de a fiát se akarta elveszíteni, ezért bűvésztrükkökkel szédítette: nem ivott felest, a verekedés se volt igazi, ahogy a parkolóóra sem, és Barney csak azért hitte ezeket valóságosnak, mert a bűvészkedés egyik alapszabálya, hogy nincs jobb, mint a részeg közönség. Bocsánatot kér, majd kiszabadítja magukat a bilincsből, és elszaladnak. Hogy időben odaérjen a horgászatra, Jerry egyik tanulóvezetőjének a segítségét kérik. Útközben Barney megkérdezi az apjától, hogy sikerült megállapodnia, és kiderül, hogy ő fél attól, hogy neki nem fog sikerülni. Egy érzelmes beszélgetést követően, miután a házhoz érnek, Jerry visszaadja Barneynak a kitűzőt, amit 1983-ban eltüntetett, megmutatva, milyen fontos számára a fia. Barney is meggondolja magát, és úgy dönt, mégis elmegy velük horgászni.
Eközben a klubban Robin emlékezteti Tedet, hogyan vetették meg vele a piros cowboycsizmát: ő ellenezte, de az eladó, aki olyan csinos volt, simán rábeszélte. Így Robin szerint sincs joga ítélkezni felette. Ahogy hazafelé indulnak (Lily megnyerte a fogadást Marshallal szemben), Robin keserűen hallja, ahogy a titkos randija telefonon beszél valakivel csalódottan arról, hogy eljegyezték őt, és hogy ezzel nem lesz köztük semmi. Jövőbeli Ted azért megjegyzi: ezzel még nem volt vége.
A zárójelenetben Jerry, J.J. és Barney horgásznak, ami Barney szerint szívás.

## Kontinuitás
- Az egyik klub, amit felvetnek a helyszínek között, az, amelyikben a "Tök jó" című részben is voltak.
- Kiderül, hogy Jerry is tehetséges bűvész. Barney a "Lotyós tök", "A skorpió és a varangy", és a "Közbelépés" című részekben mutatta meg tehetségét.
- Lily ismét tanúbizonyságát adja biszexualitásának.
- Amikor Ted és Robin "szakítanak", utalás történik a "Valami kék" című részben történt szakításukra.
- A piros cowboycsizma eredetére, amit "A költözés" című epizódban mutattak be először, fény derül.
- Barney a "Természettörténet" című epizódban jött rá, hogy Jerry bácsi volt az apja.
- Marshall a "Pofonadás" című epizódban ült legutóbb zongora mögé.

## Jövőbeli visszautalások
- Robin és a titkos randija, akiről később kiderül, hogy Nicknek hívják, valamikor "A mágus kódexe" című epizód ideje környékén jönnek össze.

## Érdekességek
- Az epizód másként indul, mint a többi: ebben a részben a főcímdalt a banda tagjai adják elő.
- Barney azt mondta a "Természettörténet" című epizódban, hogy utoljára akkor látta az apját, amikor a múzeumban voltak. Ez 1981. július 23-án történt, amikor Barney ötéves volt, noha Jerry azt mondja most, hogy mikor utoljára látta, hat éves volt. A visszaemlékezés ebben a részben pedig 1983-as.
- Lily titkos randija pontosan ugyanazt a csúnya inget viseli, amit "A költözés" című epizódban az egyik "stílusos meleg", aki megvette Lily festményének a keretét. Ő volt az, aki szerint Ted a piros csizmát tutira tudná hordani.
- A kitűző, amit Jerry elrejt Barney füle mögött, és amit visszavesz tőle az epizód végén, nem ugyanaz. Az epizód elejin ugyanis látható a marihuána legalizálásáról szóló logó, a végén láthatón pedig nincs rajta.
- Amikor Jerry táncolni indul, kijelentésével utal az 1984-es "Gumiláb" című filmre, amiben John Lithgow egy kisvárosi papot alakít, aki betiltja a táncot.